# Damian van Bruggen
Damian van Bruggen (Utrecht, 18 maart 1996) is een Nederlands voetballer die doorgaans als verdediger speelt. Hij verruilde Almere City FC in de zomer van 2024 voor Vejle BK. Van Bruggen was Nederlands jeugdinternational.

## Clubcarrière

### AFC Ajax
Nadat hij in 2011 een oefenstage bij Ajax afwerkte maakte hij vervolgens de overstap van Almere City naar de jeugdopleiding van Ajax. Op 16 maart 2013 werd bekendgemaakt door Ajax dat hij zijn eerste contract had getekend, met een looptijd tot en met 30 juni 2016.
Van Bruggen maakte na de zomer van 2014 de overstap van de A-junioren naar Jong Ajax. Tijdens de voorbereiding op het seizoen 2014/15 maakte hij op 12 juli 2014 zijn officieuze debuut voor Ajax in een vriendschappelijke wedstrijd tegen het Duitse SV Hönnepel-Niedermörmter, die met 6-0 werd gewonnen. Op 16 augustus 2014 maakte Van Bruggen zijn officiële debuut in het betaald voetbal voor Jong Ajax, in een Jupiler League-wedstrijd uit tegen Fortuna Sittard. Deze werd met 2-0 gewonnen. Van Bruggen verving in de 61e minuut Ricardo van Rhijn. Zijn eerste officiële doelpunt in het betaald voetbal maakte hij op 13 december 2014, in een uitwedstrijd tegen MVV Maastricht (2-2).
Door blessures van Jaïro Riedewald en Kenny Tete en een schorsing van Mike van der Hoorn werd Van Bruggen op 20 februari 2016, voor de eerste keer, door trainer Frank de Boer opgenomen in de 18-koppige wedstrijdselectie van de hoofdmacht voor het thuisduel met Excelsior. Van Bruggen kreeg rugnummer 40 toegewezen. Naast Van Bruggen maakte ook Robert Murić, zijn teamgenoot bij Jong Ajax, zijn debuut in de wedstrijdselectie. Op 5 maart 2016 werd bekend dat Van Bruggen opnieuw bij de eerste selectie zat, ditmaal voor het uitduel met Willem II.

### PSV
Van Bruggen tekende in april 2016 een contract van 1 juli 2016 tot medio 2018 bij PSV, met een optie voor nog een seizoen. Hij speelde op 12 augustus 2016 zijn eerste wedstrijd voor de Eindhovense club. Die dag kwam hij met Jong PSV tot 1–1 uit bij SC Cambuur, in de eerste speelronde van het seizoen 2016/17 in de Eerste divisie.

### VVV-Venlo
PSV verhuurde Van Bruggen kort voor aanvang van het seizoen 2017/18 voor een jaar aan het zojuist naar de Eredivisie gepromoveerde VVV-Venlo. Daarvoor maakte hij op 12 augustus 2017 zijn debuut op het hoogste niveau, tijdens een met 3-0 gewonnen duel thuis tegen Sparta Rotterdam. Van Bruggen viel die dag in de 81e minuut in voor Tristan Dekker. In zijn eerste seizoen op het hoogste niveau mocht hij regelmatig op speeltijd rekenen. Op 18 november 2017 scoorde Van Bruggen zijn eerste eredivisiegoal in een uitwedstrijd bij Feyenoord (1-1), uit een ingestudeerde hoekschop. In april 2018 maakte PSV echter bekend dat zijn aflopende contract niet werd verlengd. Vervolgens werd de transfervrije verdediger door VVV vastgelegd tot medio 2020, met een optie voor nog een jaar. Tijdens zijn derde seizoen in Venlo kreeg Van Bruggen nog maar weinig speeltijd en mocht hij uitkijken naar een andere club.

### Kroatië en Slovenië
In de winterstop van het seizoen 2019/20 verkaste hij naar het Kroatische NK Inter Zaprešić. Een jaar later tekende hij een contract bij NK Slaven Belupo Koprivnica. In februari 2022 maakte hij de overstap naar Olimpija Ljubljana in Slovenië.

### Almere City
In de zomer van 2022 keerde Van Bruggen na elf jaar weer terug bij Almere City FC waar hij op achtjarige leeftijd voor het eerst als jeugdspeler had gespeeld. De verdediger verbond zich tot medio 2024 aan de eerstedivisionist. Van Bruggen was in zijn eerste seizoen aanvoerder en promoveerde met zijn ploeg via de nacompetitie naar de Eredivisie. In de loop van het tweede seizoen raakte hij die band kwijt aan Sherel Floranus.

### Vejle BK
Na twee jaar kwam Van Bruggen niet tot overeenstemming met Almere City over een nieuw contract en koos vervolgens opnieuw voor een buitenlands avontuur. De verdediger vertrok naar het Deense Vejle BK, waar hij een tweejarige verbintenis ondertekende.

## Clubstatistieken
| Seizoen                                | Club               | Competitie      | Competitie | Competitie | Beker | Beker | Internationaal | Internationaal | Overig | Overig | Totaal | Totaal |
| Seizoen                                | Club               | Competitie      | Wed.       | Dlp.       | Wed.  | Dlp.  | Wed.           | Dlp.           | Wed.   | Dlp.   | Wed.   | Dlp.   |
| -------------------------------------- | ------------------ | --------------- | ---------- | ---------- | ----- | ----- | -------------- | -------------- | ------ | ------ | ------ | ------ |
| 2014/15                                | Jong Ajax          | Eerste divisie  | 31         | 2          | —     | —     | —              | —              | —      | —      | 31     | 2      |
| 2015/16                                | Jong Ajax          | Eerste divisie  | 29         | 0          | —     | —     | —              | —              | —      | —      | 29     | 0      |
| 2016/17                                | Jong PSV           | Eerste divisie  | 36         | 0          | —     | —     | —              | —              | —      | —      | 36     | 0      |
| 2017/18                                | → VVV-Venlo        | Eredivisie      | 26         | 2          | 3     | 1     | —              | —              | —      | —      | 29     | 3      |
| 2018/19                                | VVV-Venlo          | Eredivisie      | 18         | 0          | 2     | 0     | —              | —              | —      | —      | 20     | 0      |
| 2019/20                                | VVV-Venlo          | Eredivisie      | 4          | 0          | 0     | 0     | —              | —              | —      | —      | 4      | 0      |
| 2019/20                                | Inter Zaprešić     | Prva Liga       | 16         | 0          | 0     | 0     | —              | —              | —      | —      | 16     | 0      |
| 2020/21                                | Slaven Belupo      | Prva Liga       | 28         | 1          | 3     | 0     | —              | —              | —      | —      | 31     | 1      |
| 2021/22                                | Slaven Belupo      | Prva Liga       | 21         | 0          | 3     | 0     | —              | —              | —      | —      | 24     | 0      |
| 2021/22                                | Olimpija Ljubljana | Prva Liga       | 16         | 0          | 0     | 0     | —              | —              | —      | —      | 16     | 0      |
| 2022/23                                | Almere City FC     | Eerste divisie  | 37         | 1          | 2     | 0     | —              | —              | 6      | 0      | 45     | 1      |
| 2023/24                                | Almere City FC     | Eredivisie      | 31         | 0          | 1     | 0     | —              | —              | —      | —      | 32     | 0      |
| 2024/25                                | Vejle BK           | Superligaen     | 14         | 1          | 1     | 0     | —              | —              | —      | —      | 15     | 1      |
| Carrière totaal                        | Carrière totaal    | Carrière totaal | 297        | 7          | 15    | 1     | 0              | 0              | 6      | 0      | 328    | 8      |
| Bijgewerkt tot en met 25 december 2024 |                    |                 |            |            |       |       |                |                |        |        |        |        |

## Interlandcarrière
Nederland –16
Op 25 oktober 2011 maakte Van Bruggen zijn debuut voor het Nederlands elftal onder 16, in een wedstrijd op het dertiende Tournoi Val de Marne '11 tegen Peru onder 16. Deze werd met 1-0 gewonnen. Van Bruggen verving in de 80e minuut Riechedly Bazoer.
| Interlands van Damian van Bruggen voor Nederland –16 | Interlands van Damian van Bruggen voor Nederland –16 | Interlands van Damian van Bruggen voor Nederland –16 | Interlands van Damian van Bruggen voor Nederland –16 | Interlands van Damian van Bruggen voor Nederland –16 | Interlands van Damian van Bruggen voor Nederland –16 |
| №                                                    | Datum                                                | Wedstrijd                                            | Uitslag                                              | Soort Wedstrijd                                      | Doelpunten                                           |
| Als speler bij AFC Ajax                              | Als speler bij AFC Ajax                              | Als speler bij AFC Ajax                              | Als speler bij AFC Ajax                              | Als speler bij AFC Ajax                              | Als speler bij AFC Ajax                              |
| ---------------------------------------------------- | ---------------------------------------------------- | ---------------------------------------------------- | ---------------------------------------------------- | ---------------------------------------------------- | ---------------------------------------------------- |
| 1.                                                   | 25-10-2011                                           | Peru - Nederland                                     | 0 – 1                                                | 13e Tournoi Val de Marne '11                         | 0                                                    |
| 2.                                                   | 27-10-2011                                           | Frankrijk - Nederland                                | 4 – 1                                                | 13e Tournoi Val de Marne '11                         | 0                                                    |
| 3.                                                   | 29-10-2011                                           | Nederland - Verenigde Staten                         | 1 – 3                                                | 13e Tournoi Val de Marne '11                         | 0                                                    |
| 4.                                                   | 05-02-2012                                           | Nederland - Israël                                   | 0 – 0                                                | Int. jeugdtoernooi Portugal '12                      | 0                                                    |

Nederland –17
Op 14 september 2012 maakte Van Bruggen zijn debuut voor het Nederlands elftal onder 17, in een wedstrijd op het Vier-Nationen-Turnier tegen Israël onder 17. De eindstand was 1-1. Van Bruggen speelde de hele wedstrijd, als aanvoerder. In een EK-kwalificatiewedstrijd tegen Letland onder 17 op 23 oktober 2012 scoorde Van Bruggen zijn eerste doelpunt voor Nederland onder 17. Uit een strafschop scoorde hij de 2-0.
| Interlands van Damian van Bruggen voor Nederland –17 | Interlands van Damian van Bruggen voor Nederland –17 | Interlands van Damian van Bruggen voor Nederland –17 | Interlands van Damian van Bruggen voor Nederland –17 | Interlands van Damian van Bruggen voor Nederland –17 | Interlands van Damian van Bruggen voor Nederland –17 |
| №                                                    | Datum                                                | Wedstrijd                                            | Uitslag                                              | Soort Wedstrijd                                      | Doelpunten                                           |
| Als speler bij AFC Ajax                              | Als speler bij AFC Ajax                              | Als speler bij AFC Ajax                              | Als speler bij AFC Ajax                              | Als speler bij AFC Ajax                              | Als speler bij AFC Ajax                              |
| ---------------------------------------------------- | ---------------------------------------------------- | ---------------------------------------------------- | ---------------------------------------------------- | ---------------------------------------------------- | ---------------------------------------------------- |
| 1.                                                   | 14-09-2012                                           | Nederland - Israël                                   | 1 – 1                                                | Vier-Nationen-Turnier                                | 0                                                    |
| 2.                                                   | 17-09-2012                                           | Italië - Nederland                                   | 0 – 1                                                | Vier-Nationen-Turnier                                | 0                                                    |
| 3.                                                   | 23-10-2012                                           | Nederland - Letland                                  | 2 – 1                                                | EK-kwalificatie 2013                                 | 1                                                    |
| 4.                                                   | 25-10-2012                                           | Litouwen - Nederland                                 | 0 – 0                                                | EK-kwalificatie 2013                                 | 0                                                    |
| 5.                                                   | 28-10-2012                                           | Nederland - België                                   | 2 – 1                                                | EK-kwalificatie 2013                                 | 0                                                    |
| 6.                                                   | 08-02-2013                                           | Portugal - Nederland                                 | 1 – 1                                                | XXXVI Torn. Int. do Algarve'13                       | 0                                                    |
| 7.                                                   | 12-02-2013                                           | Nederland - Engeland                                 | 1 – 0                                                | XXXVI Torn. Int. do Algarve'13                       | 1                                                    |
| 8.                                                   | 06-03-2013                                           | Nederland - Finland                                  | 3 – 1                                                | Vriendschappelijk                                    | 0                                                    |
| 9.                                                   | 21-03-2013                                           | Nederland - Noord-Ierland                            | 2 – 2                                                | EK-kwalificatie 2013                                 | 0                                                    |
| 10.                                                  | 23-03-2013                                           | Italië - Nederland                                   | 1 – 0                                                | EK-kwalificatie 2013                                 | 0                                                    |
| 11.                                                  | 26-03-2013                                           | Nederland - Noorwegen                                | 1 – 1                                                | EK-kwalificatie 2013                                 | 0                                                    |

Nederland –18
Op 9 september 2013 maakte Van Bruggen zijn debuut voor het Nederlands elftal onder 18, in een vriendschappelijke wedstrijd tegen Schotland onder 18. Van Bruggen speelde de hele wedstrijd, als aanvoerder.
| Interlands van Damian van Bruggen voor Nederland –18 | Interlands van Damian van Bruggen voor Nederland –18 | Interlands van Damian van Bruggen voor Nederland –18 | Interlands van Damian van Bruggen voor Nederland –18 | Interlands van Damian van Bruggen voor Nederland –18 | Interlands van Damian van Bruggen voor Nederland –18 |
| №                                                    | Datum                                                | Wedstrijd                                            | Uitslag                                              | Soort Wedstrijd                                      | Doelpunten                                           |
| Als speler bij AFC Ajax                              | Als speler bij AFC Ajax                              | Als speler bij AFC Ajax                              | Als speler bij AFC Ajax                              | Als speler bij AFC Ajax                              | Als speler bij AFC Ajax                              |
| ---------------------------------------------------- | ---------------------------------------------------- | ---------------------------------------------------- | ---------------------------------------------------- | ---------------------------------------------------- | ---------------------------------------------------- |
| 1.                                                   | 09-09-2013                                           | Schotland - Nederland                                | 2 – 0                                                | Vriendschappelijk                                    | 0                                                    |
| 2.                                                   | 14-11-2013                                           | Nederland - Duitsland                                | 1 – 2                                                | 4-landentoernooi Turkije '13                         | 0                                                    |
| 3.                                                   | 18-11-2013                                           | Tsjechië - Nederland                                 | 0 – 0                                                | 4-landentoernooi Turkije '13                         | 0                                                    |

Nederland –19
Van Bruggen werd op 28 augustus 2014 door bondscoach Aron Winter voor de eerste keer opgenomen in de selectie van het Nederlands voetbalelftal onder 19, dat op 5 en 8 september 2014 vriendschappelijk zou spelen tegen Duitsland –19 en Ierland –19. Hij maakte op 5 september 2014 zijn debuut. Daarbij werd met 3-2 verloren van Duitsland –19. Van Bruggen speelde de hele wedstrijd. Tijdens de eerste wedstrijd van het EK-kwalificatietoernooi in Polen tegen Andorra –19 werd met 7-0 gewonnen. Van Bruggen benutte in de 89e minuut een strafschop waarmee hij zijn eerste doelpunt maakte voor Nederland –19.
| Interlands van Damian van Bruggen voor Nederland –19 | Interlands van Damian van Bruggen voor Nederland –19 | Interlands van Damian van Bruggen voor Nederland –19 | Interlands van Damian van Bruggen voor Nederland –19 | Interlands van Damian van Bruggen voor Nederland –19 | Interlands van Damian van Bruggen voor Nederland –19 |
| №                                                    | Datum                                                | Wedstrijd                                            | Uitslag                                              | Soort Wedstrijd                                      | Doelpunten                                           |
| Als speler bij AFC Ajax                              | Als speler bij AFC Ajax                              | Als speler bij AFC Ajax                              | Als speler bij AFC Ajax                              | Als speler bij AFC Ajax                              | Als speler bij AFC Ajax                              |
| ---------------------------------------------------- | ---------------------------------------------------- | ---------------------------------------------------- | ---------------------------------------------------- | ---------------------------------------------------- | ---------------------------------------------------- |
| 1.                                                   | 5 september 2014                                     | Duitsland – Nederland                                | 3 – 2                                                | Vriendschappelijk                                    | 0                                                    |
| 2.                                                   | 8 september 2014                                     | Ierland – Nederland                                  | 1 – 0                                                | Vriendschappelijk                                    | 0                                                    |
| 3.                                                   | 9 oktober 2014                                       | Nederland – Andorra                                  | 7 – 0                                                | EK-kwalificatie 2015                                 | 1                                                    |
| 4.                                                   | 11 oktober 2014                                      | Nederland – Moldavië                                 | 3 – 0                                                | EK-kwalificatie 2015                                 | 1                                                    |
| 5.                                                   | 14 oktober 2014                                      | Polen – Nederland                                    | 1 – 2                                                | EK-kwalificatie 2015                                 | 0                                                    |
| 6.                                                   | 14 november 2014                                     | Schotland – Nederland                                | 1 – 1                                                | Vriendschappelijk                                    | 0                                                    |
| 7.                                                   | 18 november 2014                                     | Nederland – België                                   | 3 – 1                                                | Vriendschappelijk                                    | 0                                                    |
| 8.                                                   | 26 maart 2015                                        | Nederland – Servië                                   | 1 – 0                                                | EK-kwalificatie 2015                                 | 0                                                    |
| 9.                                                   | 28 maart 2015                                        | Nederland – Noorwegen                                | 1 – 1                                                | EK kwalificatie 2015                                 | 0                                                    |
| 10.                                                  | 31 maart 2015                                        | Nederland – Zwitserland                              | 4 – 0                                                | EK kwalificatie 2015                                 | 0                                                    |

Nederland –20
Op 24 maart 2016 debuteerde Van Bruggen in het Nederland -20, tijdens een vriendschappelijk tegen Portugal -19. Onder bondscoach Remy Reynierse was hij tevens aanvoerder van dit elftal.
| Interlands van Damian van Bruggen voor Nederland –20 | Interlands van Damian van Bruggen voor Nederland –20 | Interlands van Damian van Bruggen voor Nederland –20 | Interlands van Damian van Bruggen voor Nederland –20 | Interlands van Damian van Bruggen voor Nederland –20 | Interlands van Damian van Bruggen voor Nederland –20 |
| №                                                    | Datum                                                | Wedstrijd                                            | Uitslag                                              | Soort Wedstrijd                                      | Doelpunten                                           |
| Als speler bij AFC Ajax                              | Als speler bij AFC Ajax                              | Als speler bij AFC Ajax                              | Als speler bij AFC Ajax                              | Als speler bij AFC Ajax                              | Als speler bij AFC Ajax                              |
| ---------------------------------------------------- | ---------------------------------------------------- | ---------------------------------------------------- | ---------------------------------------------------- | ---------------------------------------------------- | ---------------------------------------------------- |
| 1.                                                   | 24 maart 2016                                        | Portugal – Nederland                                 | 1 – 1                                                | Vriendschappelijk                                    | 0                                                    |
| Als speler bij PSV                                   |                                                      |                                                      |                                                      |                                                      |                                                      |
| 2.                                                   | 4 september 2016                                     | Nederland – Tsjechië                                 | 1 – 1                                                | Vriendschappelijk                                    | 0                                                    |
| 3.                                                   | 7 oktober 2016                                       | Nederland – Verenigde Staten                         | 5 – 3                                                | Vriendschappelijk                                    | 0                                                    |

Jong Oranje
Samen met club- en plaatsgenoot Joshua Brenet werd Van Bruggen door bondscoach Art Langeler geselecteerd voor Jong Oranje, voor een oefenwedstrijd tegen Jong Portugal op 15 november 2016.
| Interlands van Damian van Bruggen voor Jong Oranje | Interlands van Damian van Bruggen voor Jong Oranje | Interlands van Damian van Bruggen voor Jong Oranje | Interlands van Damian van Bruggen voor Jong Oranje | Interlands van Damian van Bruggen voor Jong Oranje | Interlands van Damian van Bruggen voor Jong Oranje |
| №                                                  | Datum                                              | Wedstrijd                                          | Uitslag                                            | Soort Wedstrijd                                    | Doelpunten                                         |
| Als speler bij PSV                                 | Als speler bij PSV                                 | Als speler bij PSV                                 | Als speler bij PSV                                 | Als speler bij PSV                                 | Als speler bij PSV                                 |
| -------------------------------------------------- | -------------------------------------------------- | -------------------------------------------------- | -------------------------------------------------- | -------------------------------------------------- | -------------------------------------------------- |
| 1.                                                 | 15 november 2016                                   | Nederland – Portugal                               | 1 – 1                                              | Vriendschappelijk                                  | 0                                                  |
| 2.                                                 | 24 maart 2017                                      | Nederland – Finland                                | 2 – 0                                              | Vriendschappelijk                                  | 0                                                  |